# Krásno
Město Krásno (německy Schönfeld) se nachází v okrese Sokolov v Karlovarském kraji. Žije zde 702 obyvatel.

## Historie
První písemná zmínka o obci pochází z roku 1330.. Krásno vznikalo jako německá hornická osada, do které přišli horníci převážně z Míšeňska pravděpodobně na přelomu 12. a 13. století. Osada byla známá pod názvem Drei Linden.
V 50. letech 20. století byly ke Krásnu připojeny osady Dolní a Horní Hluboká, Háje a Milešov. Dne 12. dubna 2007 byl obci vrácen status města.

### Hornictví
Krásno náleží k nejstarším horním městům v Čechách, nejdříve se stříbrnými, později cínovými doly. Pracovalo se zde jistě odedávna, historie dobývání je však známá až později. Významnější je ovšem těžba cínu. Cínovou rudu prý objevili roku 1241 horníci, kteří emigrovali z Cornwallu v Anglii a založili zde doly. Po roce 1340 přes 150 let zdejší těžba předstihovala těžbu v dolech v Horním Slavkově. Největší rozkvět těžby nastal po objevení ložiska Hubský peň v roce 1516. Doly na Hubském pni vznikaly jako navzájem nezávislé těžební jednotky. Původně těžilo na Hubském pni mnoho větších či menších samostatných závodů. Ty se často účelově seskupovaly kolem významných šachet. Období spadá do vlády Ferdinanda I., který Krásno majestátem 1. září 1547 město povýšil na královské horní město a zároveň mu udělil městský znak. Již v 16. století nastal v Krásně úpadek těžby a v době Rudolfova II. doly upadly.
Ještě v roce 1701 však zde existovalo 36 samostatných důlních měr. Řada z nich v průběhu 16. až 17. století zanikla. Nejdůležitější z nich se udržela.
Jen z Hubského pně bylo vytěžením cínové rudy získáno v přepočtu na čistý kov více než 10 tisíc tun cínu.
Roku 1916 bylo zahájeno hloubení jámy dolu Vilém. Intenzivní těžba začala roku 1918, kdy dosáhl důl hloubky 145 metrů. Byla provedena rekonstrukce staré úpravny, postavené v roce 1907 na místě vyhořelé přádelny a česárny příze, ale již v roce 1920 byla ukončena těžba a odstavena úpravna.
Po postoupení pohraničního území nacistickému Německu roku 1938 byl zahájen průzkum s cílem ověřit zásoby na Schnödově pni, zjištěných průběžným geologickým průzkumem v letech 1934–1938. Důl Vilém, který tou dobou vlastnila anglická společnost, byl konfiskován ve prospěch Německa. Po povinném sloučení s ostatními provozy byl vytvořen velký závod „Fridrich Krupp AG“, v roce 1943 přejmenovaný na „Egerländer Erzbau GmbH Schlaggenwald (Chebské rudné doly Horní Slavkov)“. Firma nebrala na zřetel, že přídomek Schlaggenwald (Horní Slavkov) je matoucí, protože důl se nacházel v Krásně.
Po skončení druhé světové války byl důl zestátněn na základě dekretu prezidenta Edvarda Beneše ze dne 24. října 1945 o znárodnění dolů. V 50. letech 20. století došlo k přejmenování dolu Vilém na důl Ďuriš, resp. důl Julius Ďuriš. K původnímu názvu důl Vilém se vrátil po roce 1989. Po vybudování nové jámy Huber, jejíž hloubení bylo ukončeno v roce 1973 se jáma Huber stala hlavní těžební jámou a jáma Vilém sloužila již jen jako větrací.
Těžba v dole Vilém a celém závodě Stannum byla ukončena v roce 1991. Potom se již prováděly zajišťovací a zabezpečovací práce.
Do areálu historické úpravny a povrchových objektů bývalého dolu Vilém byla umístěna expozice Hornického muzea Krásno.

## Obyvatelstvo
Při sčítání lidu v roce 1921 zde žilo 2 318 obyvatel, z nichž bylo šest Čechoslováků, 2 272 Němců a 40 cizinců. K římskokatolické církvi se hlásilo 2 285 obyvatel, 27 k evangelické církvi, tři k církvi izraelitské a tři byli bez vyznání.
| Rok            | 1869  | 1880  | 1890  | 1900  | 1910  | 1921  | 1930  | 1950  | 1961 | 1970 | 1980 | 1991 | 2001 | 2011 |
| -------------- | ----- | ----- | ----- | ----- | ----- | ----- | ----- | ----- | ---- | ---- | ---- | ---- | ---- | ---- |
| Počet obyvatel | 3 148 | 3 201 | 3 174 | 3 084 | 2 537 | 2 318 | 2 132 | 1 011 | 975  | 710  | 515  | 526  | 593  | 654  |
| Počet domů     | 388   | 427   | 400   | 442   | 402   | 417   | 405   | 419   | 219  | 170  | 139  | 152  | 175  | 193  |

| Rok            | 1869  | 1880  | 1890  | 1900  | 1910  | 1921  | 1930  | 1950  | 1961  | 1970 | 1980 | 1991 | 2001 | 2011 |
| -------------- | ----- | ----- | ----- | ----- | ----- | ----- | ----- | ----- | ----- | ---- | ---- | ---- | ---- | ---- |
| Počet obyvatel | 4 173 | 4 230 | 4 141 | 3 996 | 3 445 | 3 110 | 2 927 | 1 234 | 1 085 | 784  | 552  | 557  | 652  | 724  |
| Počet domů     | 540   | 582   | 557   | 605   | 561   | 579   | 568   | 509   | 219   | 191  | 155  | 165  | 192  | 214  |

## Muzea
- Hornické muzeum Krásno – Cínová ulice 408

## Významní rodáci a osobnosti
- Johann Caspar Ferdinand Fischer (kolem let 1656–1746), hudební skladatel
- Johann Josef Stark (kolem roku 1700–1748), barokní malíř
- Josef Labický (1802–1881), hudební skladatel
- Karl Wilfert (1847–1916), sochař
- Willy Russ (1887–1974), akademický sochař a keramik. Mimo jiné autor dnes již neexistující sochy J. W. Goetha v Mariánských Lázních, nebo velkých národopisných kachlových kamen, dnes vystavených na chebském hradě.
- Wilhelm Gerstner (1864–1927), malíř
- Franz Floth (narozen 1868), básník a vlastivědec
- Hartwig Ruppert (20. ledna 1927 – 2. června 2003), iniciátor a propagátor záchrany a obnovy památek ve městě. Jeden ze zakladatelů Nadace Georgia Agricoly.

## Pamětihodnosti
- Kostel svaté Kateřiny
- Renesanční zvonice na bývalém hřbitově
- Sloup se sousoším Nejsvětější Trojice na náměstí Nejsvětější Trojice
- Smírčí kříž
- Radnice
- Důl Vilém (Ďuriš)
- Rozhledna Krásno na vrchu Na vyhlídce
- Dlouhá stoka, umělý vodní kanál ze 16. století
- Hubský peň, propad středověkých dolů, později přetěženy lomovou technologií

## Fotogalerie

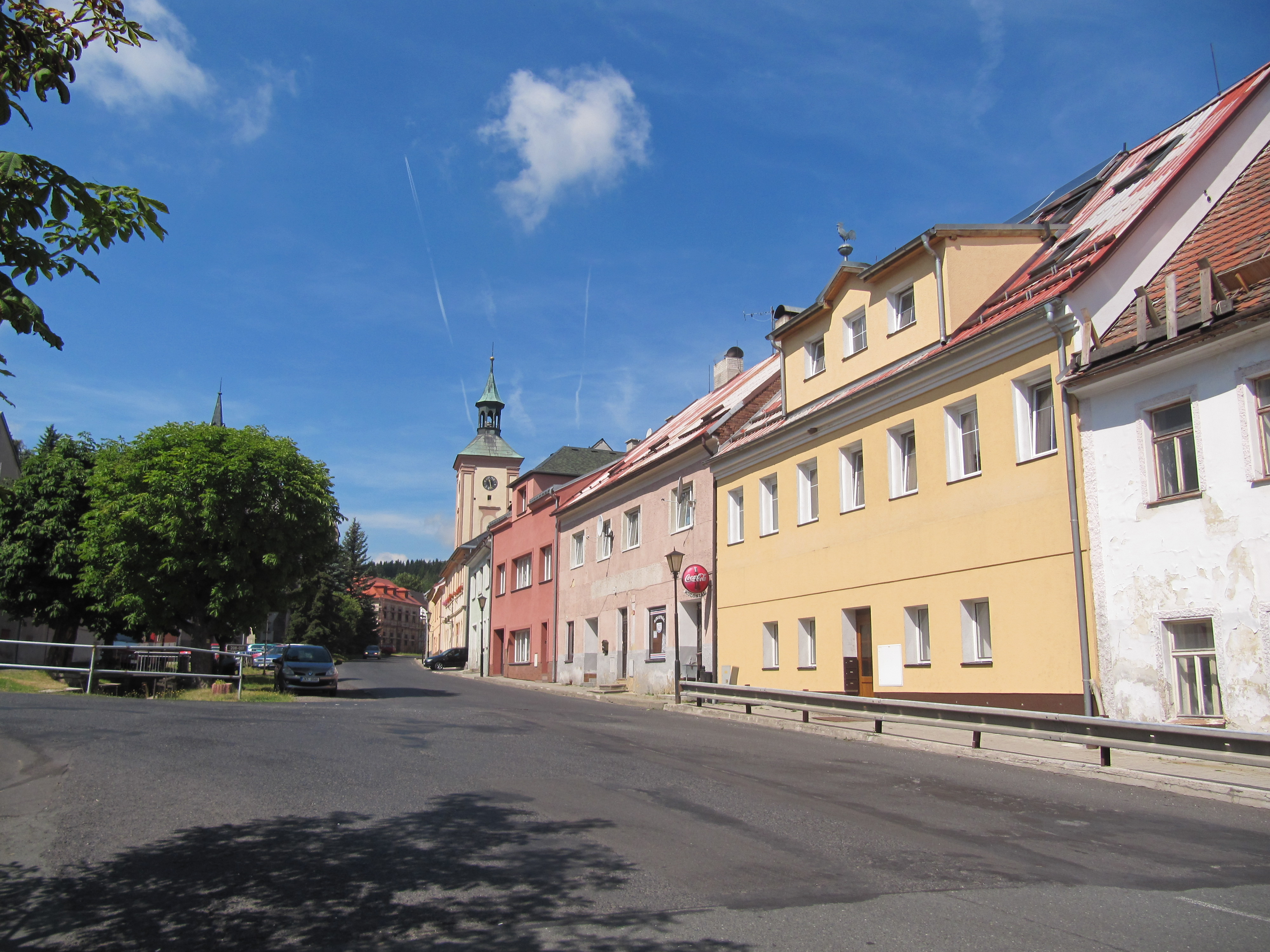
Radniční ulice
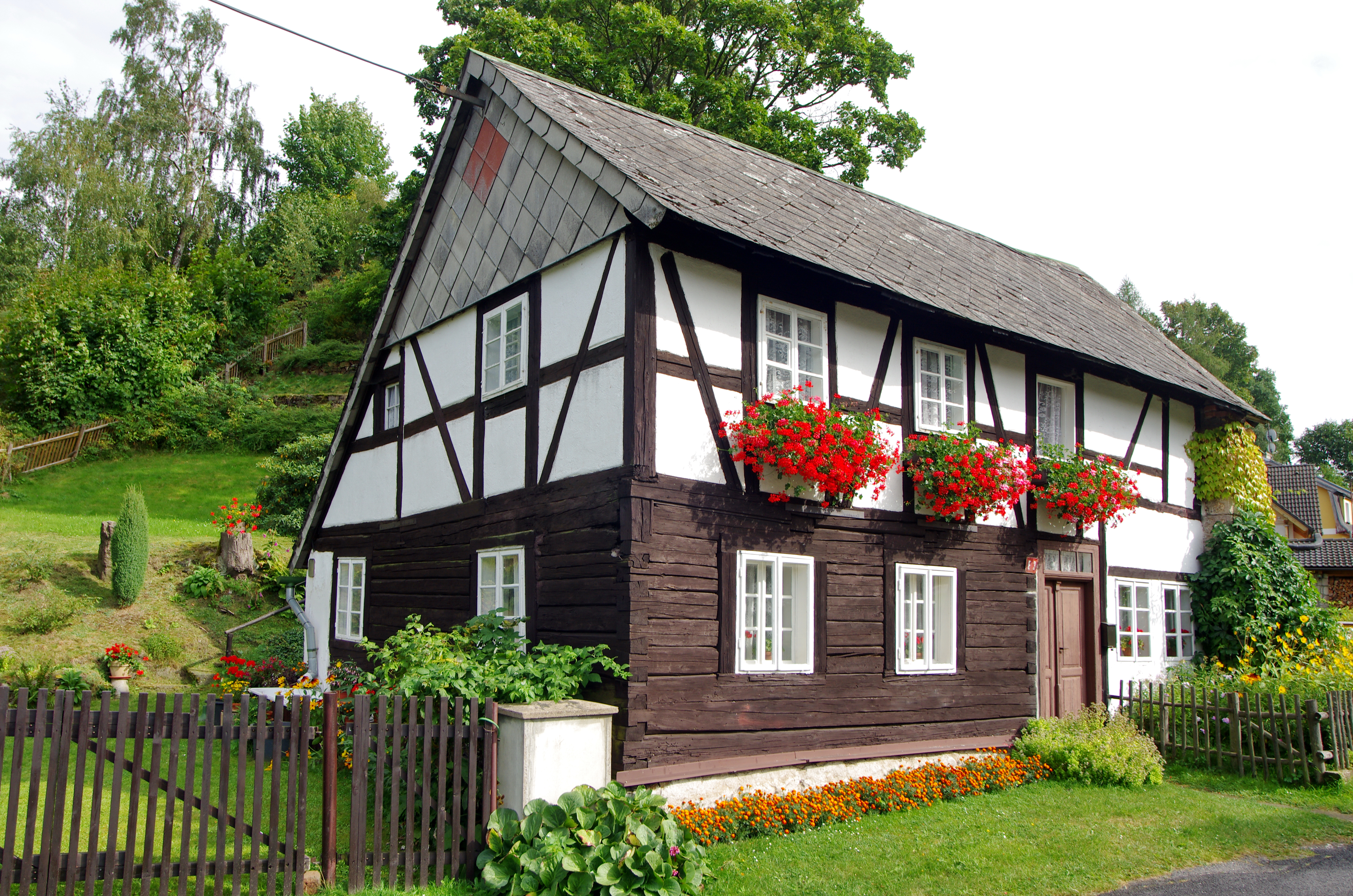
Usedlost v ulici Mírová
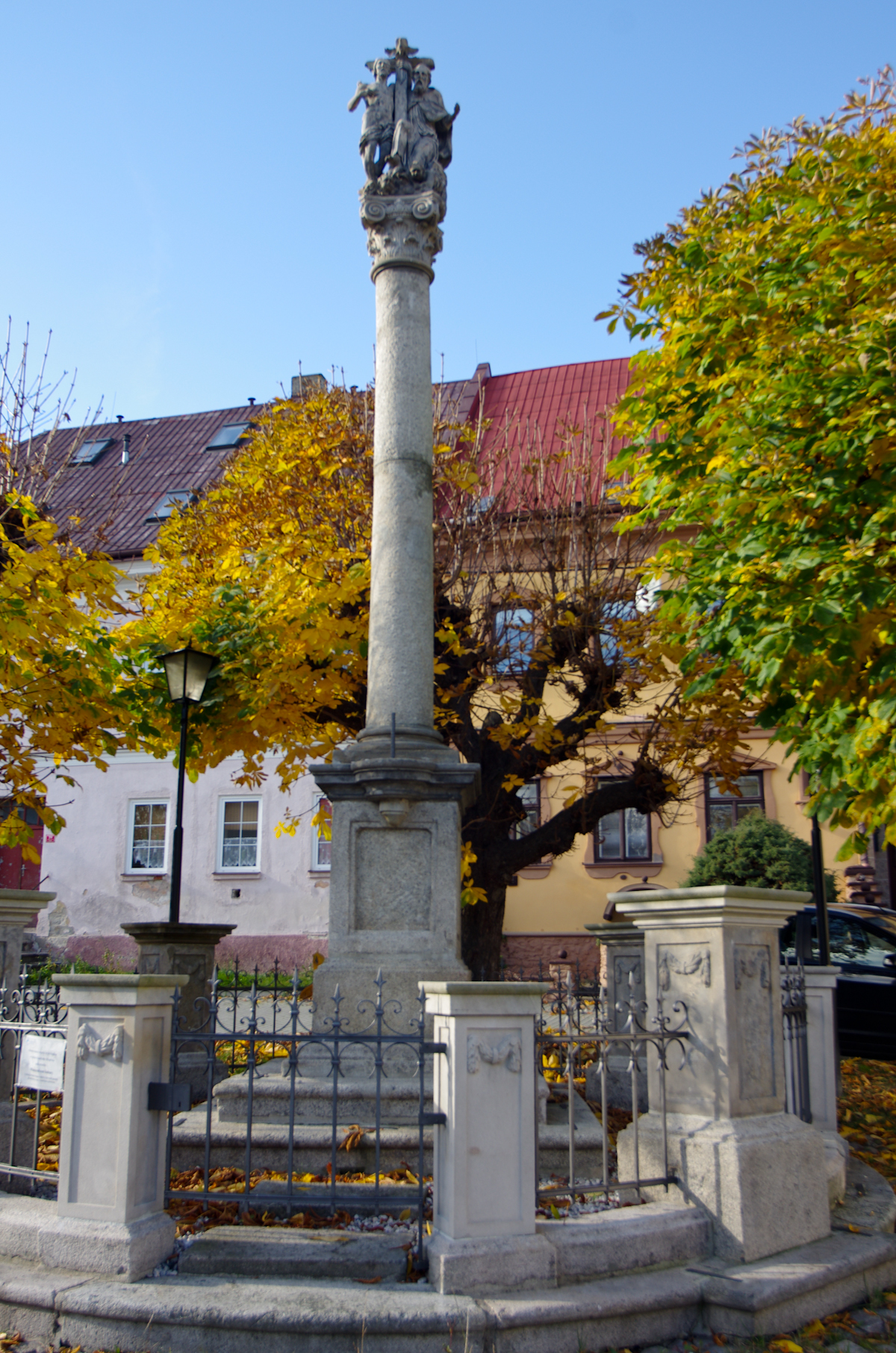
Sloup se sousoším Nejsvětější Trojice
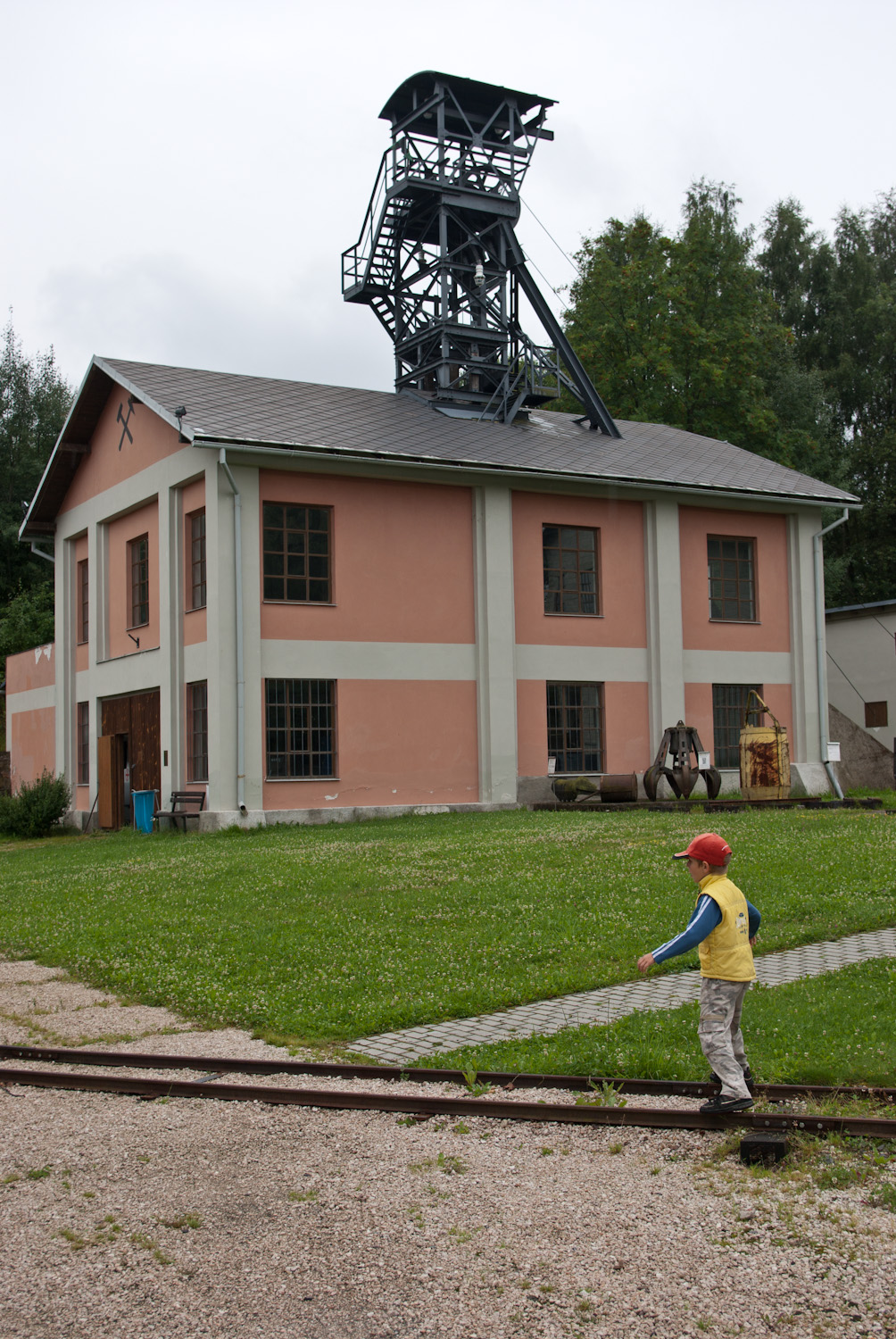
Důl Vilém
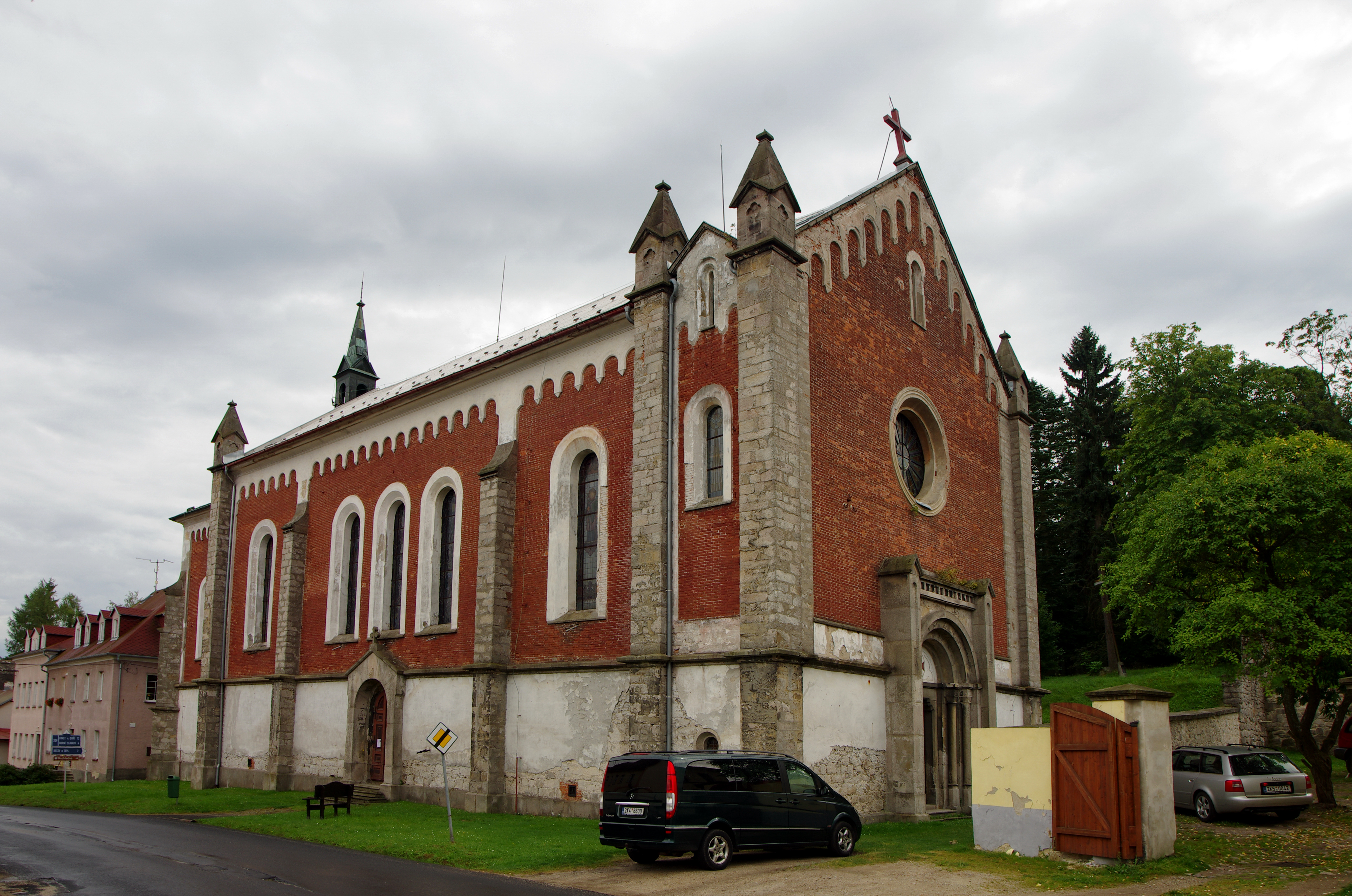
Kostel sv. Kateřiny
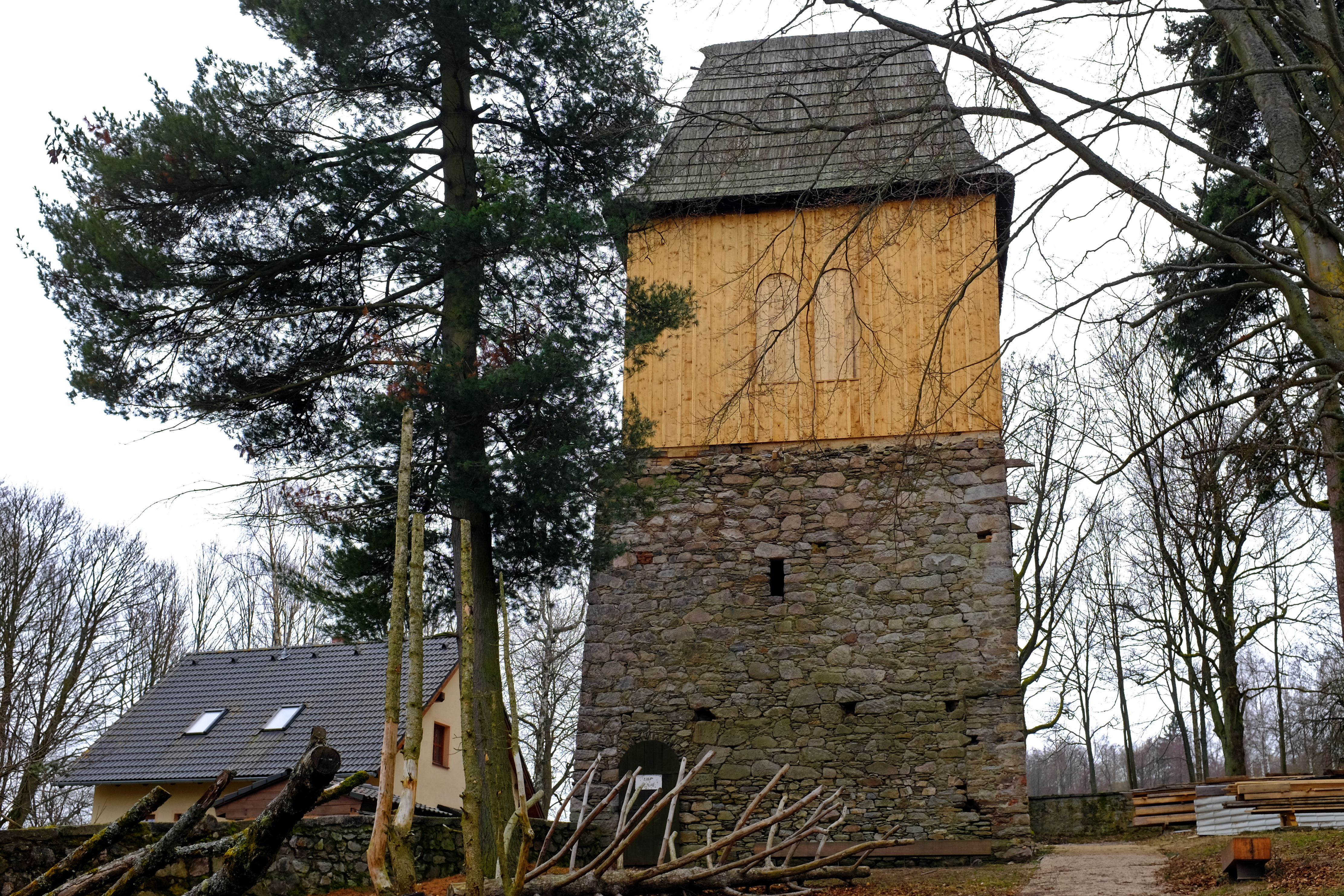
Renesanční zvonice
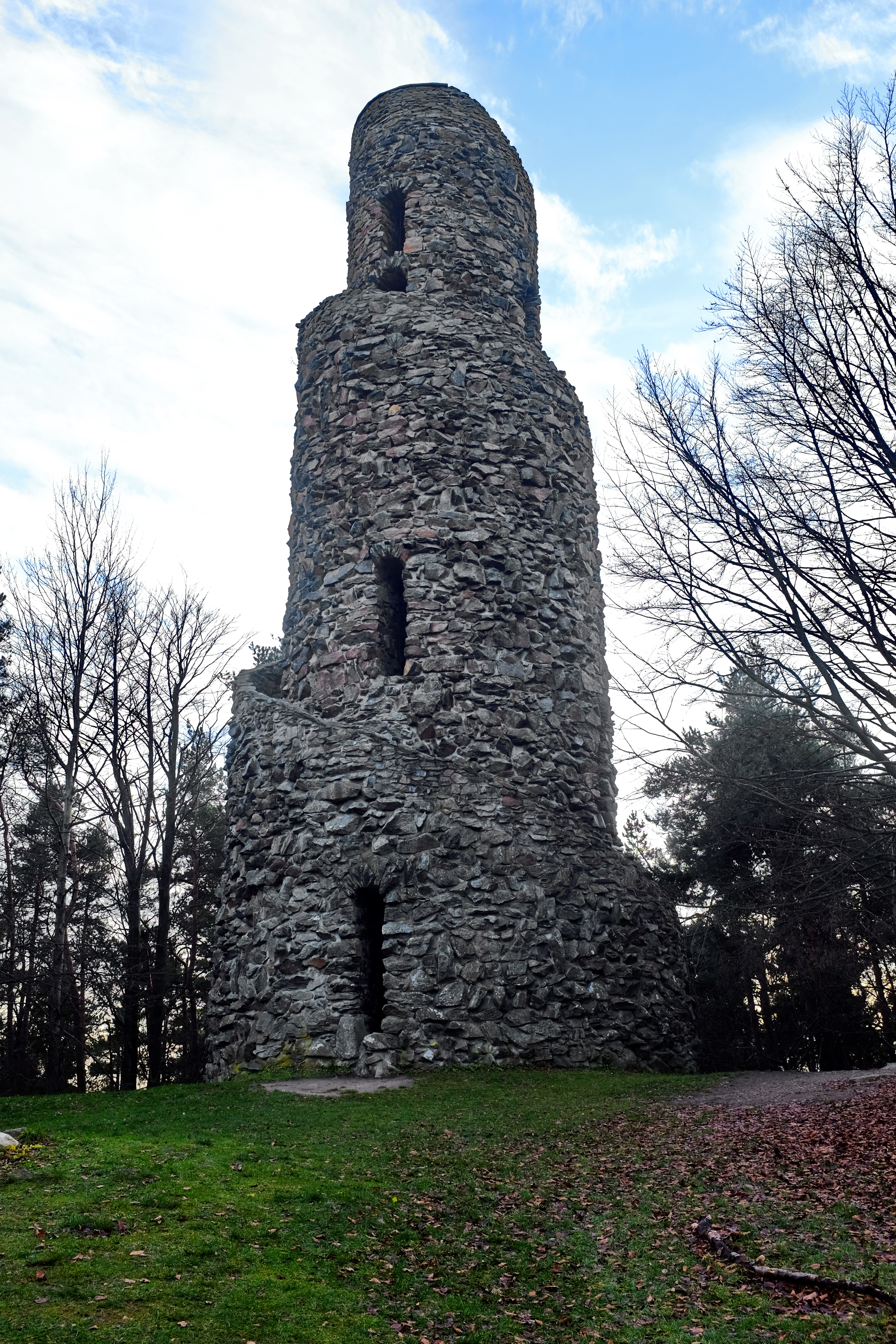
Rozhledna na Krásenském vrchu
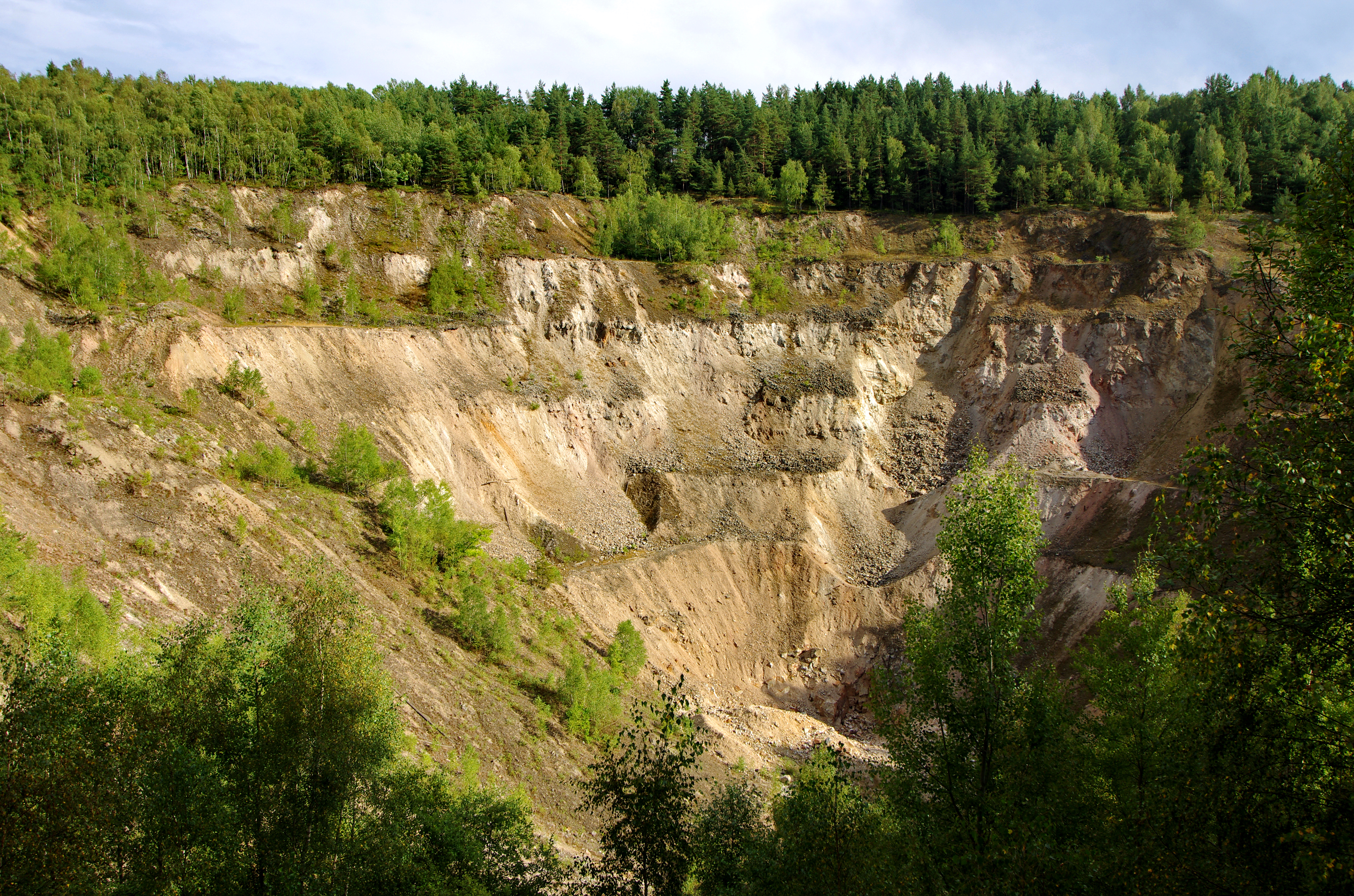
Hubský peň
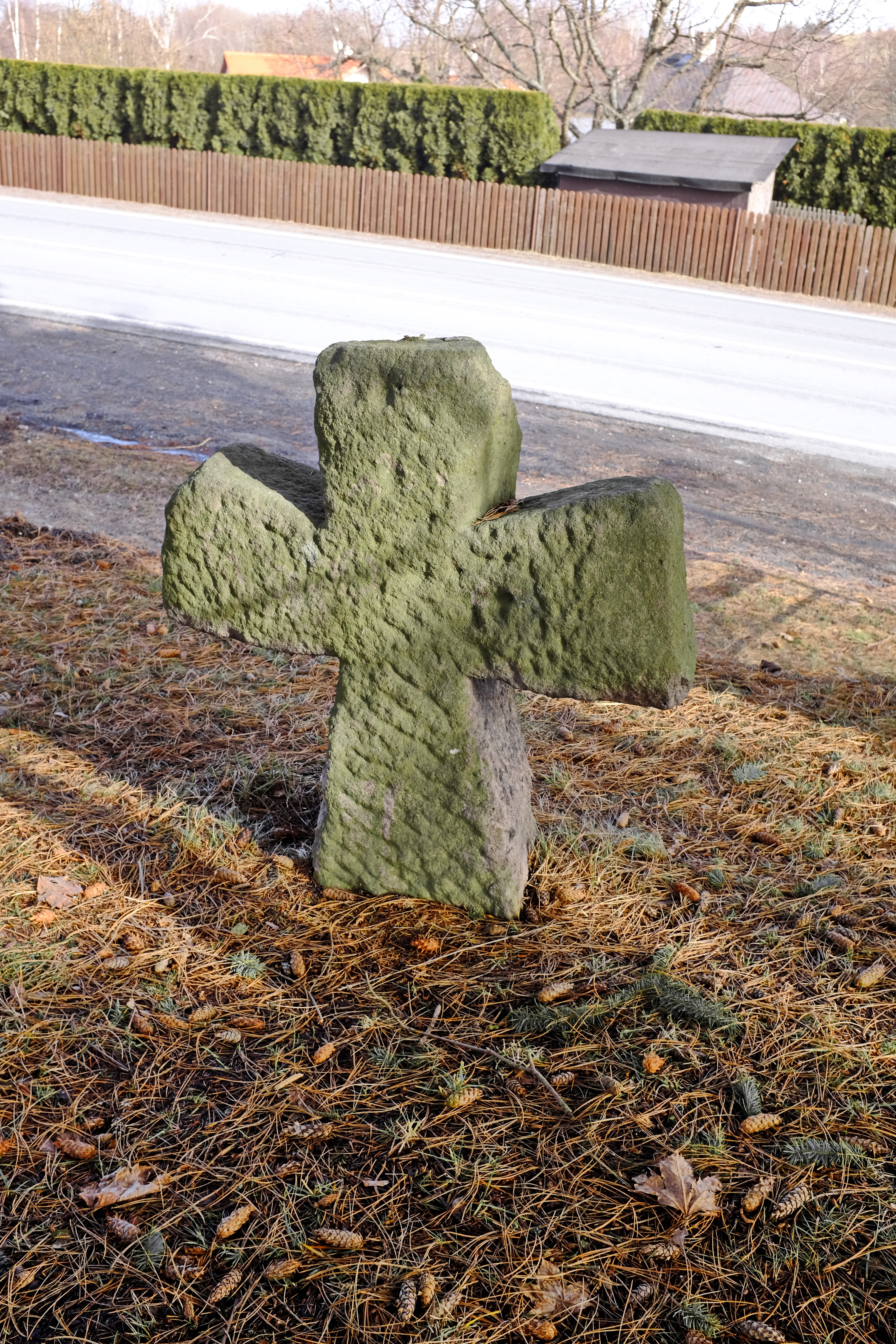
Smírčí kříž
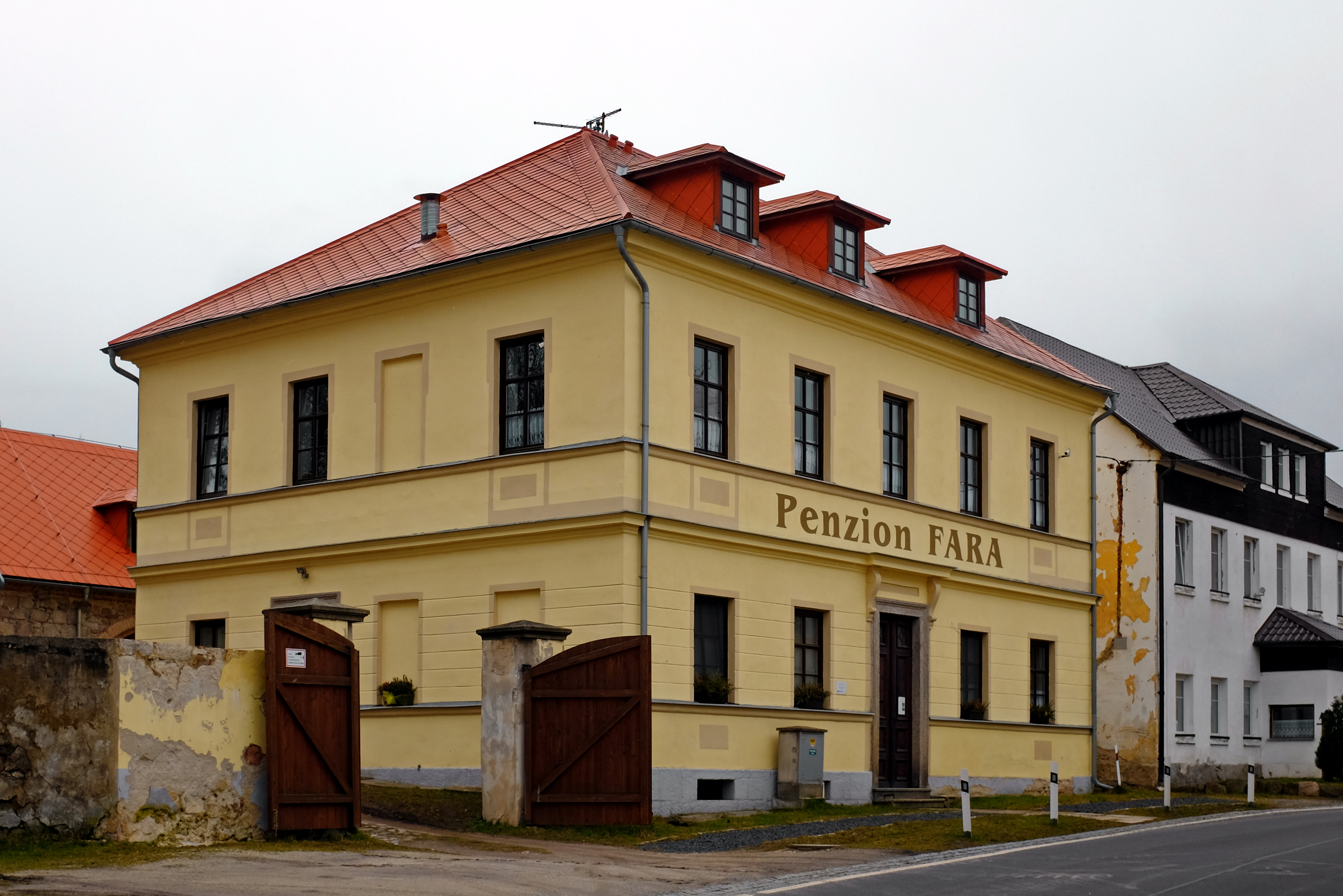
Fara

## Členění města
Město se skládá ze čtyř katastrálních území:
- Dolní Hluboká
- Háje nad Teplou
- Krásno nad Teplou
- Milešov

## Partnerská města
- Bischofsgrün, Německo